# My World, My Way
My World, My Way (世界はあたしでまわってる, Sekai wa Atashi de Mawatteru) est un jeu vidéo de rôle développé par Global A Entertainment et sorti en 2008 sur Nintendo DS et PlayStation Portable.

## Système de jeu
Le joueur incarne une princesse qui veut séduire un prince aventurier qui la trouve gâtée. Elle part donc à l'aventure et combat les monstres avec la capacité spéciale de les attaquer en faisant la moue.

## Accueil
- Famitsu 31/40[1]
- GameSpot : 5/10[2]